# Кршесадло, Ян
Ян Кршесадло, собственное Václav Jaroslav Karel Pinkava (чеш. Jan Křesadlo, 9 декабря 1926, Прага — 13 августа 1995, Колчестер) — чешский психолог, философ
-логик, прозаик, поэт, переводчик, музыкант, художник.

## Биография
Сын владельца стекольного завода. За неподобающее поведение исключен из гимназии в 1942, из университета в 1949. Выступал как автор и исполнитель песен, художник-карикатурист, несколько лет проработал психологом в пражской клинике. В 1968 после разгрома Пражской весны эмигрировал с семьей в Великобританию. Работал клиническим психологом, занимался математической логикой, внес вклад в теорию систем. С 1982 целиком посвятил себя литературе, в 1984 опубликовал в издательстве Йозефа Шкворецкого роман «Певцы, питающиеся падалью», получивший премию Эгона Хостовского. В 1989 вернулся в Чехословакию.
Скончался от рака.
Сын — кинорежиссёр-аниматор Ян Пинкава (род.1963), лауреат премии Оскар.

## Творчество
Помимо нескольких романов, перевел «Кольцо сонетов» Ярослава Сейферта, сборник своих стихотворений на семь языков (чеш. Sedmihlásek). Автор научно-фантастической поэмы Astronautilía-Hvězdoplavba (Звездоплавание) на древнегреческом и чешском языках. Оставил большое рукописное наследие, неизданные стихи и проза Кршесадло продолжают публиковаться.

## Псевдонимы
Помимо основного псевдонима (чеш. Křesadlo — кресало), пользовался также псевдонимами Jake Rolands (анаграмма), J. K. Klement, Juraj Hron, Ferdinand Lučovický z Lučovic a na Suchým dole, Kamil Troud.

## Публикации
- Mrchopěvci (1984, роман, переизд. 1999)
- Fuga trium (1987, роман, переизд.1988, 1990)
- Sedmihlásek (1988, стихотворения)
- Vara guru: román se zpěvy (1989, роман, переизд. 1991)
- Slepá bohyně (2006, роман)
- Obětina: romanovy triptych (2006, романная трилогия)